# Sminthopsis murina
Sminthopsis murina là một loài động vật có vú trong họ Dasyuridae, bộ Dasyuromorphia. Loài này được Waterhouse mô tả năm 1837.

## Hình ảnh

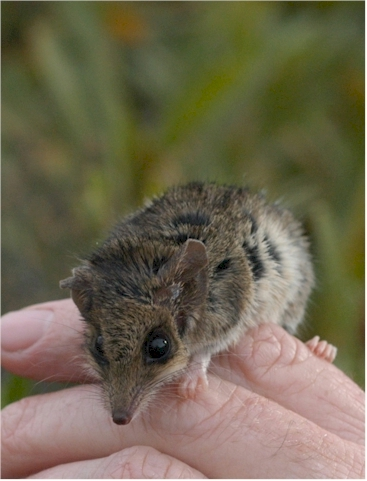
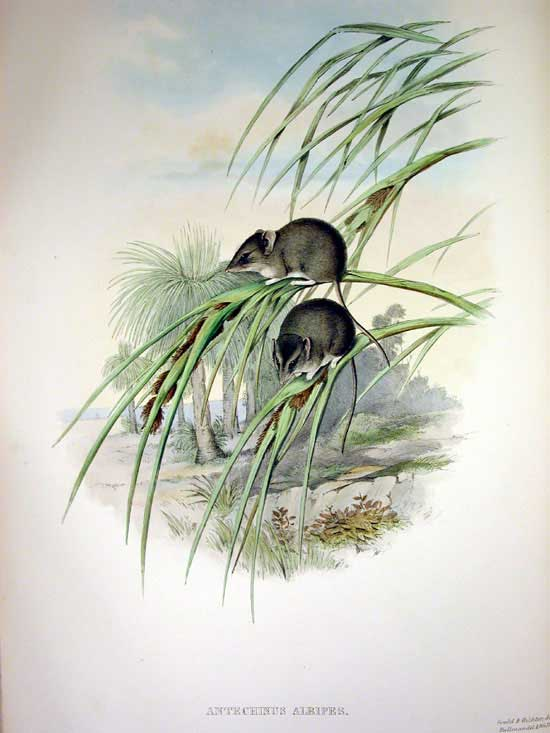
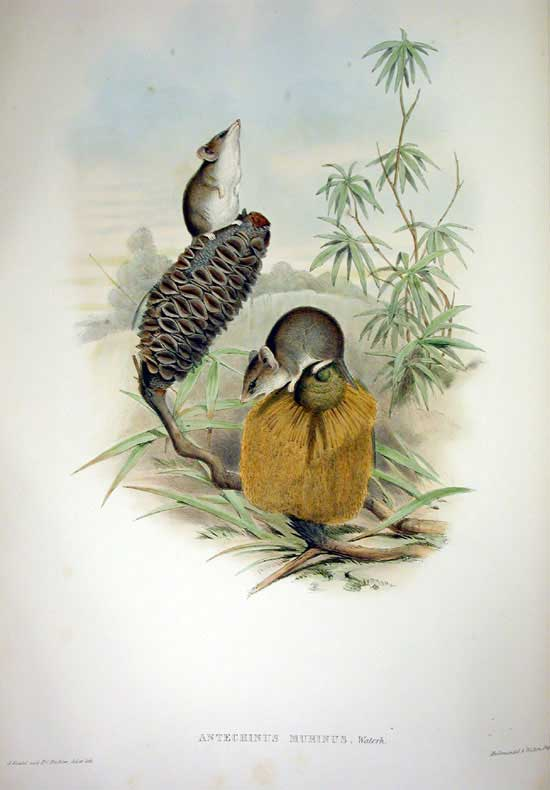